# Karl von Egmond

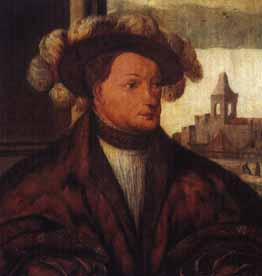
Karl von Egmond

Karl von Egmond (* 9. November 1467 in Arnheim; † 30. Juni 1538 ebenda), aus dem Geschlecht der Egmond, war Herzog von Geldern, weswegen er auch Karl von Geldern genannt wurde. Er war Sohn des Herzogs Adolf von Egmond und Catharina von Bourbon. 1519 heiratete er Elisabeth von Braunschweig-Lüneburg.

## Jugend in Gent
Als Karl der Kühne den Vater gefangen und dessen Herzogtum erobert hatte, wurde der Sohn in Gent erzogen und blieb am Hofe der Herzogin Maria von Burgund und des Erzherzogs Maximilian, des späteren Kaisers. Karl begleitete den Beherrscher seines Erblandes in den Krieg gegen Frankreich. In der Schlacht von Béthune, Juli 1487, wurde er gefangen und wechselte die österreichische mit der französischen Haft.

## Rückkehr ins Herzogtum Geldern

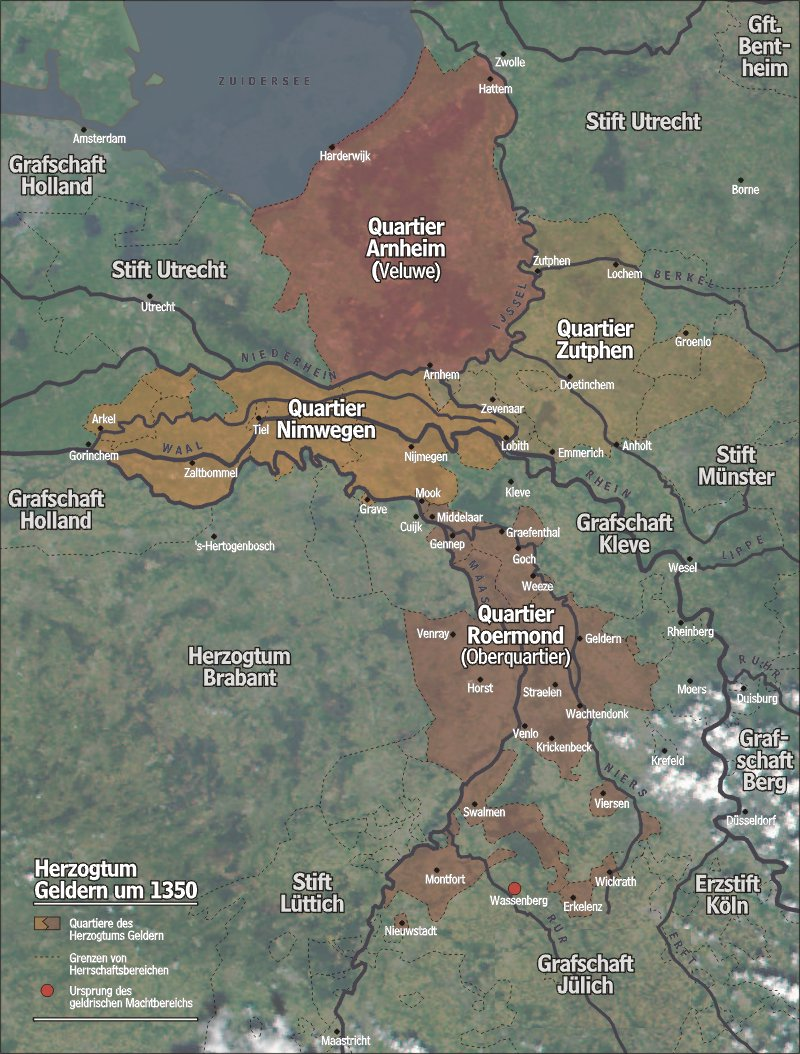
Ausdehnung des Herzogtums Geldern um 1350

Die Geldrischen ertrugen nur gezwungen die burgundisch-österreichische Herrschaft. Die Stände des Herzogtums und der Grafschaft Zütphen brachten Lösegeld zusammen und übergaben es den Franzosen. 1492 kehrte Karl aus seiner Gefangenschaft in sein Erbland zurück. Sein Statthalter, Graf Adolf von Nassau, sowie viele Städte und Edelleute huldigten ihm.
Von diesem Zeitpunkt an führte Karl fast ununterbrochen Krieg gegen das Haus Österreich.

## Kriege gegen Maximilian I. und Philipp den Schönen

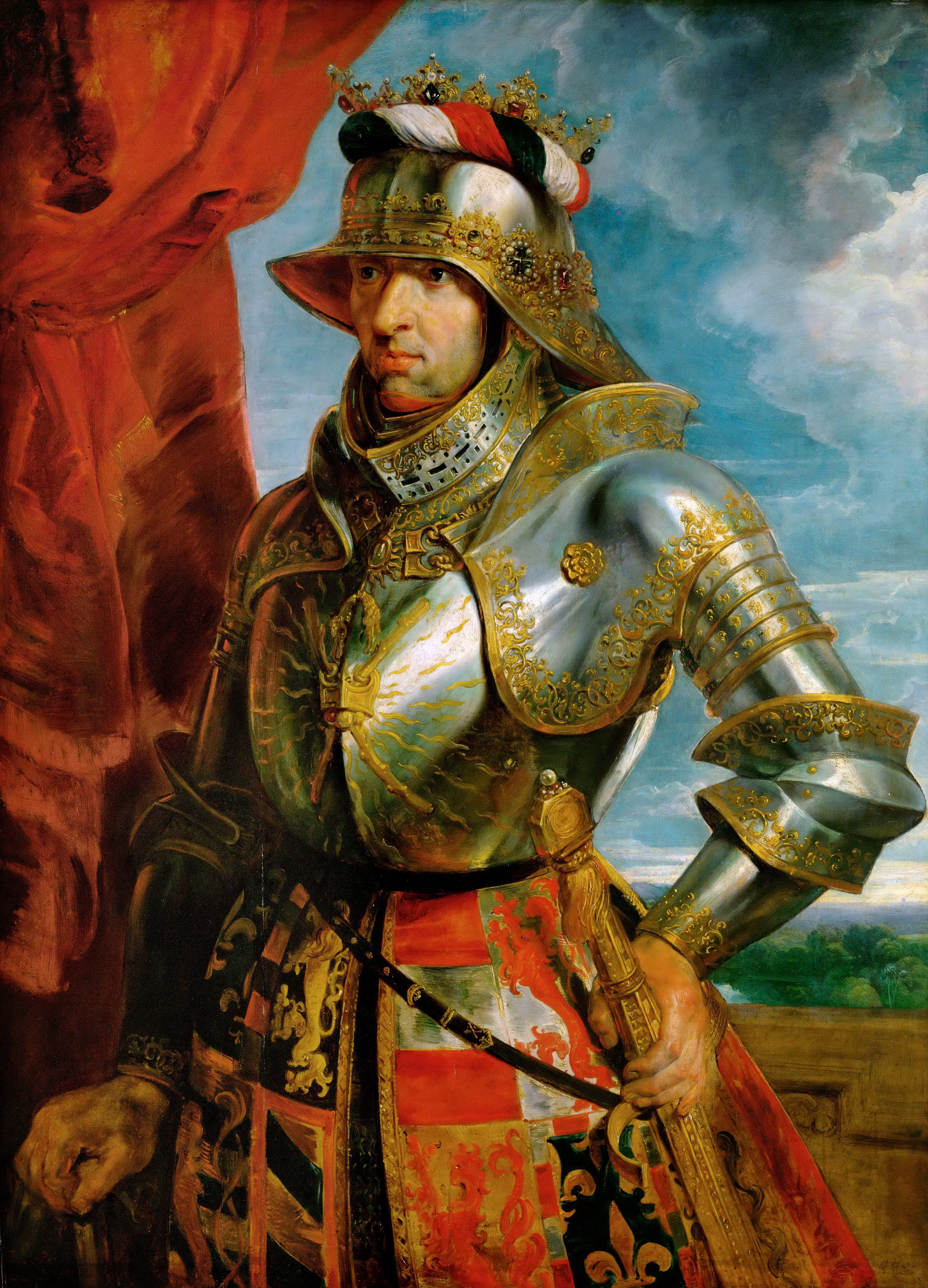
Maximilian I.

Karls Erhebung zum Herzog hatte Krieg mit dem römisch-deutschen König Maximilian I. und dessen Sohn Philipp dem Schönen, dem späteren König von Kastilien, zur Folge. Karl unterwarf sich dem Schiedsspruch der Kurfürsten. 1494 wurde ihm das Recht auf Geldern mit der Begründung abgesprochen, Geldern sei seit dem Tod Herzogs Rainalds IV. von Jülich und Geldern (1423) rechtlich an das Reich zurückgefallen und die Herrschaft des Hauses Egmond eine Usurpation. Karl und die Geldrischen weigerten sich, weshalb es erneut zum Krieg kam, den Maximilian zusammen mit Herzog Wilhelm von Jülich und Berg und Herzog Johann von Kleve führte, wobei er sich im späteren Verlauf des Konfliktes von Herzog Albrecht von Sachsen im Feld vertreten ließ.
Die Geldrischen waren im Krieg gegen Maximilians Truppen aus den burgundischen Niederlanden und Brabant durch Unterstützung des französischen Königs gewachsen. Der Krieg begrenzte sich geografisch auf Gelderland, Utrecht, Overijssel, Brabant und die benachbarten Länder.
Der Frieden des Jahres 1498 zwischen Maximilian und König Ludwig XII. von Frankreich hatte die Vermittlung des Königs zwischen Karl und den verbündeten Herzögen von Jülich-Berg und Kleve zur Folge. Im Juni 1499 wurde in Aachen ein Waffenstillstand geschlossen, der mehrere Jahre immer wieder verlängert wurde und in welchem auch der römisch-deutsche König und sein Sohn mit einbegriffen wurden.
1503 kam es erneut zum Krieg. Der König veranlasste seinen Sohn, den Krieg selbstständig zu führen, dem Karl nicht mehr gewachsen war. Verrat kam hinzu. Der Seekrieg auf der Zuidersee gegen die Holländer war erfolglos, die kleinen Städte ergaben sich dem König von Kastilien, als er nach einem Kampf Arnheim erobert hatte. Nur Zutphen blieb standhaft.
Karl bat Philipp um freies Geleit und um Frieden. Er wurde ihm gewährt unter (u. a.) folgender Bedingung: Karl sollte den König nach Spanien begleiten. Kaum hatten die Besetzer Geldern verlassen, flüchtete Karl aus Antwerpen nach Geldern.
Ein Jahr später (1506) fing der Krieg erneut an. Er wurde bis zum Jahre 1508 fortgesetzt, als Karl mit in den Frieden von Cambrai eingeschlossen wurde.
Obwohl die Erhaltung des Status quo und der Schiedsspruch des Kaisers und der Könige von Frankreich, England und Schottland über seinen Erwartungen lagen (was durch die Ratschläge der Regentin der Niederlande, Margarethe von Österreich erreicht wurde), war Karl nicht zufrieden. Es kam zu einem erneuten, 5 Jahre dauernden Krieg. Ein vierjähriger Stillstand beendete ihn.
Im März 1514 überfiel er Arnheim und vertrieb die österreichische Besatzung. Das bedeutete den Beginn eines neuen Krieges. Im selben Jahr baten die Groninger, die der Graf Edzard von Ostfriesland nicht länger schützen konnte, gegen die Macht des Herzogs Georg von Sachsen und den Kaiser Karl um Hilfe und huldigten ihm unter der Oberlehnsherrlichkeit des Königs von Frankreich, des Bundesgenossen Karls. Auch die nationale Partei in Friesland schloss sich ihm an. Ein Waffenstillstand im Jahre 1515, von Franz I. erwirkt, der von Österreich und Gelderland als Vermittler ausgewählt worden war, hatte in Friesland kein Ende des Krieges zur Folge.
Karl zog mit 6000 Mann nach Frankreich, um seinen Bundesgenossen auf dem Zug nach Italien zu begleiten. Bevor die Schlacht bei Marignano geliefert wurde, kehrte er um, aber ließ seine Landsknechte unter Führung des Feldherrn Asche von Cramm dem König.
Im nächsten Jahr kam es zum Krieg mit Holland und kurz darauf mit Utrecht und den übrigen österreichischen Ländern. Karl fand jetzt Bundesgenossen an der freien Landsknechtsbande, der Schwarzen Garde, und an dem Seeräuber Grote Pier. 1522 eroberte Johan von Selbach im Auftrag Karls die Festung Coevorden in Drenthe, womit die Geldrische Macht in den nordöstlichen Niederlanden verstärkt wurde. Der Krieg dauerte, von Stillständen unterbrochen, von 1516 bis 1528. Die Niederlage der Franzosen bei Pavia führte zu einer Wendung zum Nachteil der Geldrischen.

## Vorübergehender Frieden
Karl achtete nur selten die Rechte seiner Untertanen, was zu Ungeduld in ihren Reihen führte. Die Groninger hielten nur notgedrungen aus Hass gegen die von den Österreichern und Sachsen geschützten Ommelande bei ihm aus.
Karl gab schließlich nach. Im Frieden von Gorcum (3. Oktober 1528) wurde er gezwungen, falls er ohne männliche Erben starb, die Erbfolge in seinen Ländern dem Haus Kleve-Mark zu sichern. Auch wurde er verpflichtet, Gelderland als Lehen der Herzöge von Brabant und Grafen von Holland  anzuerkennen und alle Verbindungen mit Frankreich abzubrechen.

## Kriege in den Niederlanden

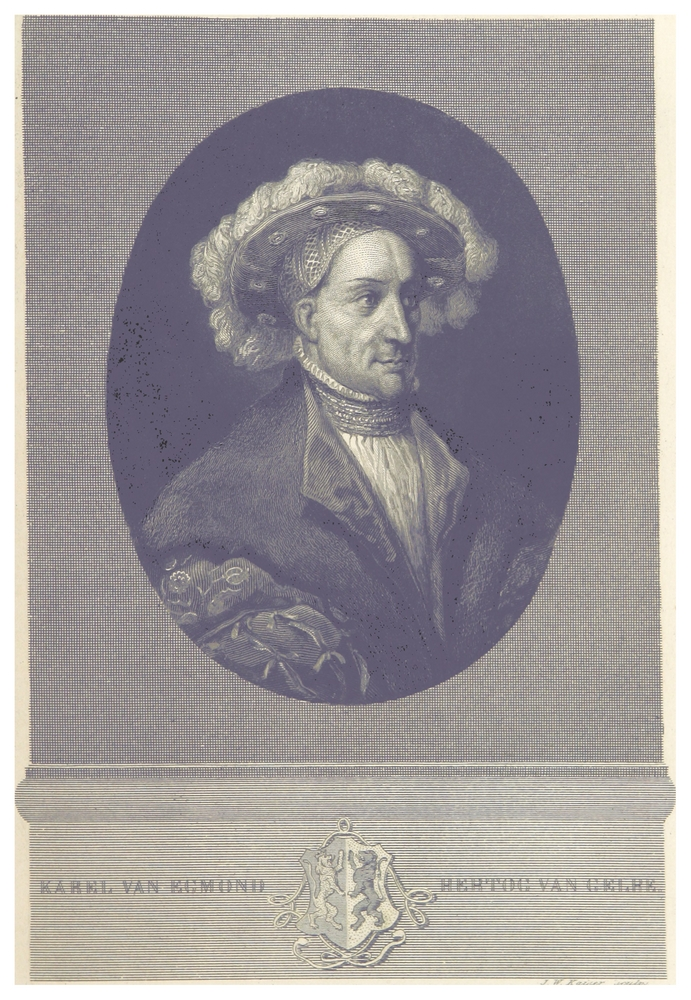
Allegorische Darstellung Karls von Egmond (1846)

1534 schloss er ein geheimes Bündnis mit Franz I., dem er dabei seine Länder als Lehnsherrn übergab. Er trat einer dänischen Partei bei, die dem Kaiser gegenüberstand. Unter dem Vorwand dieses dänischen Krieges wollte er die unbeschränkte Herrschaft über Groningen erlangen, was ihm aber nicht gelang. Dies veranlasste die Groninger und Ommeländer, sich dem Kaiser zuzuwenden. Den Kampf um den Besitz Groningens gab Karl im Frieden von Grave (10. Oktober 1536) auf und übergab seine sämtlichen Besitzungen im Norden der Niederlande dem Kaiser.
Da ohne nachfolgeberechtigte männliche Erben, berief er im Oktober 1537 einen Landtag und schlug vor, man solle dem König von Frankreich die Erbfolge übertragen. Die Untertanen allerdings waren die endlosen Kriege satt und weigerten sich einstimmig. Karl wollte ohne den Landtag fortfahren und sie mit Gewalt zwingen, Frankreich zu huldigen. Es entstand ein allgemeiner Aufruhr. Nur Arnheim und Geldern hielten zu ihm.
Nach langen Unterhandlungen wurde er gezwungen, dem Wunsch der Stände zu entsprechen und den Sohn des Herzogs von Kleve-Jülich zum Nachfolger zu erklären (27. Januar 1538). Der alte Herzog zog sich auf die Veluwe zurück. Am 30. Juni 1538 starb Karl mit 71 Jahren in Arnheim. Ein Denkmal wurde erbaut an der Stelle, wo seine Asche begraben liegt.

## Nachkommen
Karl von Egmond hatte aus verschiedenen Beziehungen natürliche Nachkommen:
- Anna van Geldern (* um 1503; † vor 1537[3] oder 1568/69), ⚭ I. 1520 Adriaen van Bueren (1495–1527), Herr von Aldenhaag bei Buren-Zoelen, Amtmann in Neder-Betuwe, ⚭ II. 1530 Nicolas (Claeß) Dirksz. Vijgh (1505–1581)[4] zu Blanckenburgh (ehemalige Burg in Beuningen), Herr von Elst, Amtmann der Nieder-Betuwe,
- Karl Bastard von Geldern „de Oude“ (* um 1507/08; † 1568), Hauptmann und Maréchal de camp in geldrischen, habsburgischen, französischen und Danziger Diensten, ⚭ I. 1545 Elisabeth van Beuningen († nach 1553), ⚭ II. 1565 Maximiliana von der Marck-Arenberg († 1616),
- Peter Bastard von Geldern oder von Egmond (1513–1566), Hauptmann in lübisch-oldenburgischen und englischen Diensten, × oder ⚭ vor 1531 Lye[5] zu Ray (= Venray),[6]
- Karel „de Jonge“ van Geldern (* um 1515; † 1576) zu Spankeren, erhielt 1538 von seinem Vater das dortige Schloss Gelderse Toren als Geschenk, ⚭ 1538 Fenne von Brockhuysen († 1592/98),
- Kathrina (Christina) van Geldern (* um 1515; † 1601),[7] ⚭ 1532 Walrave van Arkel (Erckell) († 1556/57),[8] Herr zu Heukelum, Waardenburg[9] und Ammersoyen,[10]
- Adolf Bastard van Geldern († nach 1549), verkauft 1544 seine Rechte an dem Zehnten zu Groot-Driel (heute Maasdriel).

Karl von Geldern bezeichnete den „Amtmann Johann van Geldern, Bastard“  zu Arcen († 1498), Herrn von Grunsfoort, Conventual zu Mariendael, einen Sohn seines Großonkels Arnold von Egmond, als seinen „mag (Blutsverwandten)“.